# 0434
0434 è il prefisso telefonico del distretto di Pordenone, appartenente al compartimento di Venezia.
Il distretto comprende la parte meridionale della provincia di Pordenone e il comune di Gaiarine (TV). Confina con i distretti di Spilimbergo (0427) a nord, di Udine (0432) a est, di Cervignano del Friuli (0431) a sud-est, di San Donà di Piave (0421) a sud, di Treviso (0422) e di Conegliano (0438) a ovest e di Belluno (0437) a nord-ovest.

## Aree locali e comuni
Il distretto di Pordenone comprende 28 comuni compresi nelle 4 aree locali di Pordenone, Prata di Pordenone (ex settori di Azzano Decimo e Prata di Pordenone), Sacile (ex settori di Aviano e Sacile) e San Vito al Tagliamento (ex settori di Cordovado e San Vito al Tagliamento). I comuni compresi nel distretto sono: Arzene, Aviano, Azzano Decimo, Brugnera, Budoia, Caneva, Casarsa della Delizia, Chions, Cordenons, Cordovado, Fiume Veneto, Fontanafredda, Gaiarine (TV), Morsano al Tagliamento, Pasiano di Pordenone, Polcenigo, Porcia, Pordenone, Prata di Pordenone, Pravisdomini, Roveredo in Piano, Sacile, San Martino al Tagliamento, San Quirino, San Vito al Tagliamento, Sesto al Reghena, Valvasone e Zoppola .